# Supersonic Speed
Supersonic Speed é o primeiro álbum de estúdio da banda alemã, Die Happy.

## Faixas
1. "If" – 4:29
2. "Go for It" – 4:00
3. "One Million Times" – 3:57
4. "Violent Dreams" – 5:10
5. "Supersonic Speed" – 3:34
6. "Happy Now" – 4:26
7. "5 pm" – 3:44
8. "Wasted" – 4:15
9. "Higher Ground" – 3:55
10. "Like a Flower" – 3:13
11. "Show Me Heaven" – 3:45
12. "Fortune" – 4:29
13. "Now or Never" – 3:15